# Дриинопольская митрополия
Дриинопольская, Погонианская и Коницкая митрополия (греч. Ιερά Μητρόπολις Δρυϊνουπόλεως, Πωγωνιανής και Κονίτσης) — епархия «Новых Земель» Элладской православной церкви. Как и прочие епархии «Новых Земель» имеет также формальное подчинение Константинопольскому патриархату.
Юрисдикция епархии охватывает западную часть нома Янина, а центром является город Делвинакион. В состав епархии входит 96 приходов и три монастыря.

## Митрополиты
- Матфей (Петридис) (17 сентября 1867—1876)
- Анфим (Гедзис) (7 октября 1876 — апреля 1880)
- Климент (Фолан) (апрель 1880 — 14 март 1888)
- Косма (Евморфопулос) (19 июня 1888 — 14 апреля 1892)
- Константий (Матулопулос) (30 апреля 1892 — 31 мая 1894)
- Григорий (Продрому) (4 июня 1894 — 22 май 1899
- Лука (Петридис) (22 мая 1899 — 27 августа 1909)
- Василий (Папахристу) (27 август 1909 — 26 февраля 1936)
- Иоанн (Василикос) (27 февраля 1936 — 15 марта 1939)
- Димитрий (Паппас-Хадзиевтимиу) (29 февраля 1940 — 18 апреля 1956)
- Христофор (Хадзис) (18 апреля 1956 — 24 января 1967)
- Севастиан (Икономидис) (11 июня 1967 — 12 декабря 1994)
- Андрей (Трембелас) (28 января 1995 — 10 марта 2025)
- Максим (Папаяннис) (с 10 марта 2025) в/у, митр. Яннинский